# Stanisław Kowalczyk (1910–1992)
Stanisław Kowalczyk (ur. 24 kwietnia 1910 w Sosnowcu, zm. 1 kwietnia 1992) – polski ślusarz i polityk komunistyczny, poseł do Krajowej Rady Narodowej, na Sejm Ustawodawczy oraz Sejm PRL I kadencji.

## Życiorys
Syn Norberta i Agnieszki, brat Anastazego. W latach 1927–1939 był związany z Czerwonym Harcerstwem Towarzystwa Uniwersytetu Robotniczego, gdzie był członkiem Rady Głównej. W czasie II wojny światowej działał w ruchu oporu.
W okresie II RP był działaczem Polskiej Partii Socjalistycznej w Zagłębiu Dąbrowskim, do której wstąpił w 1928. Od września 1948 do grudnia 1948 był przewodniczącym Rady Naczelnej „lubelskiej” PPS. Następnie należał do Polskiej Zjednoczonej Partii Robotniczej, gdzie od 23 grudnia 1948 do 4 czerwca 1949 był I sekretarzem Komitetu Wojewódzkiego w Krakowie. Jednocześnie do 1954 był członkiem Komitetu Centralnego. Następnie – do 1971 – był członkiem Centralnej Komisji Rewizyjnej.
Pełnił mandat poselski do Krajowej Rady Narodowej (zgłoszony przez Centralną Komisję Związków Zawodowych), na Sejm Ustawodawczy (z okręgu Myślenice) oraz Sejm PRL I kadencji (z okręgu Jelenia Góra). W grudniu 1983 wyróżniony Pamiątkowym Medalem z okazji 40. rocznicy powstania Krajowej Rady Narodowej. W grudniu 1987 odznaczony przez I sekretarza KC PZPR gen. Wojciecha Jaruzelskiego Medalem im. Ludwika Waryńskiego. 28 listopada 1988 wszedł w skład Honorowego Komitetu Obchodów 40-lecia Kongresu Zjednoczeniowego PPR-PPS – powstania PZPR.